# Hazlehurst (Misisipi)
Hazlehurst es una ciudad situada en el condado de Copiah, Misisipi, Estados Unidos. Tiene una población estimada, a mediados de 2022, de 3497 habitantes.
Es la sede del condado.

## Demografía

### Censo de 2020
Según el censo de 2020, en ese momento había 3619 habitantes en la localidad. La densidad de población era de 315.52 hab./km². Había 1595 viviendas, lo que representaba una densidad de 139.1 viviendas/km².
| Raza                   | Núm. | Porc.  |
| ---------------------- | ---- | ------ |
| Afroamericanos         | 2765 | 76.40% |
| Blancos                | 474  | 13.10% |
| Amerindios             | 38   | 1.05%  |
| Asiáticos              | 30   | 0.83%  |
| Isleños del Pacífico   | 3    | 0.08%  |
| De otras razas         | 180  | 4.97%  |
| De una mezcla de razas | 129  | 3.56%  |

Del total de la población, el 7.54% eran hispanos o latinos de cualquier raza.

### Censo de 2000
Según el censo de 2000 en ese momento había 4400 personas, 1594 hogares y 1131 familias en la localidad. La densidad de población era de 387.9 hab./km². Había 1752 viviendas, lo que representaba una densidad de 154.4 viviendas/km². El 68.59% de los habitantes eran afroamericanos, el 29.30% de los habitantes eran blancos, el 0.02% eran amerindios, el 0.48% eran asiáticos, el 0.59% eran de otras razas y el 1.02% eran de una mezcla de razas. Del total de la población, el 2.05% eran hispanos o latinos de cualquier raza.
En el 34.3% de los hogares había menores de 18 años, el 36.5% pertenecía a parejas casadas, el 28.0% tenía a una mujer como cabeza de familia y el 29.0% no eran familias. El 26.6% de los hogares estaba compuesto por un único individuo y el 13.4% pertenecía a alguien mayor de 65 años viviendo solo. El tamaño promedio de los hogares era de 2.68 personas y el de las familias, de 3.20.
El 28.1% de los habitantes eran menores de 18 años, el 10.4% tenían entre 18 y 24 años, el 25.6% tenían entre 25 y 44 años, el 19.9% tenían entre 45 y 64 años y el 16.0% tenía 65 años o más. La media de edad era 35 años. Por cada 100 mujeres había 82.7 hombres. Por cada 100 mujeres de 18 años o más, había 76.3 hombres.
Los ingresos medios de los hogares de la localidad eran de $25,008 y los ingresos medios de las familias eran de $26,081. Los hombres tenían ingresos medios por $27,066 frente a los $19,475 que percibían las mujeres. Los ingresos per cápita eran de $11,839. El 26.3% de la población y el 24.0% de las familias estaban por debajo de la línea de pobreza, incluidos el 35.8% de los menores de 18 años y el 26.7% de los habitantes de 65 años o más.

## Geografía
Según la Oficina del Censo de los Estados Unidos, la localidad tiene una superficie total de 11.59 km² de los cuales 11.47 km² corresponden a tierra firme y 0.12 km² están cubiertos de agua.